# Добра-Воля (Новодворський повіт)
Добра-Воля (пол. Dobra Wola) — село в Польщі, у гміні Насельськ Новодворського повіту Мазовецького воєводства.
Населення — 162 особи (2011).
У 1975-1998 роках село належало до Цехановського воєводства.

## Демографія
Демографічна структура станом на 31 березня 2011 року:
|          | Загалом | Допрацездатний вік | Працездатний вік | Постпрацездатний вік |
| -------- | ------- | ------------------ | ---------------- | -------------------- |
| Чоловіки | 82      | 22                 | 51               | 9                    |
| Жінки    | 80      | 12                 | 54               | 14                   |
| Разом    | 162     | 34                 | 105              | 23                   |